# Schildergasse (Magdeburg)

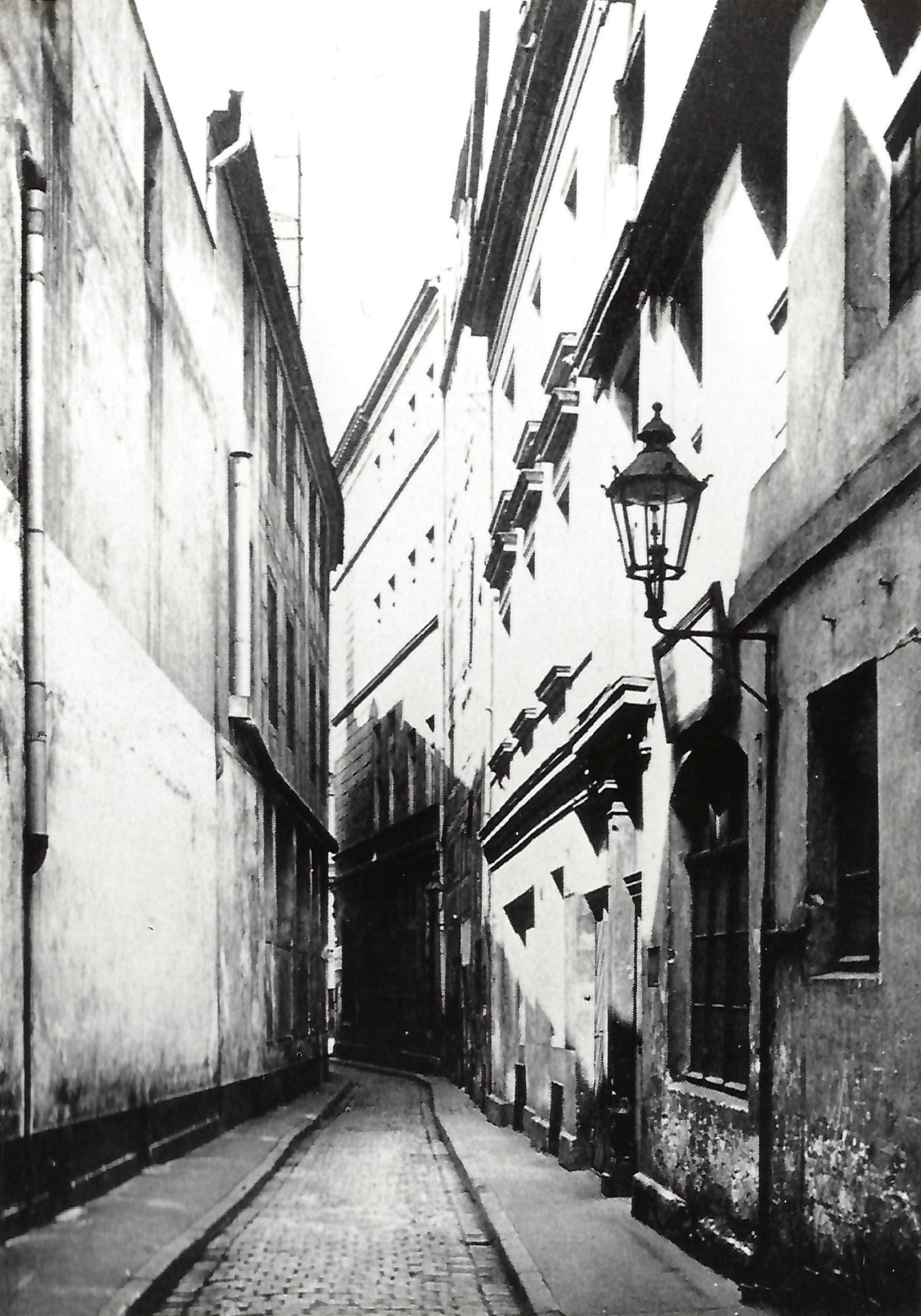
Schildergasse, Blick nach Westen Richtung Breiter Weg, hinten rechts das Haus Breiter Weg 21; rechts die Hausnummern 2 und 3

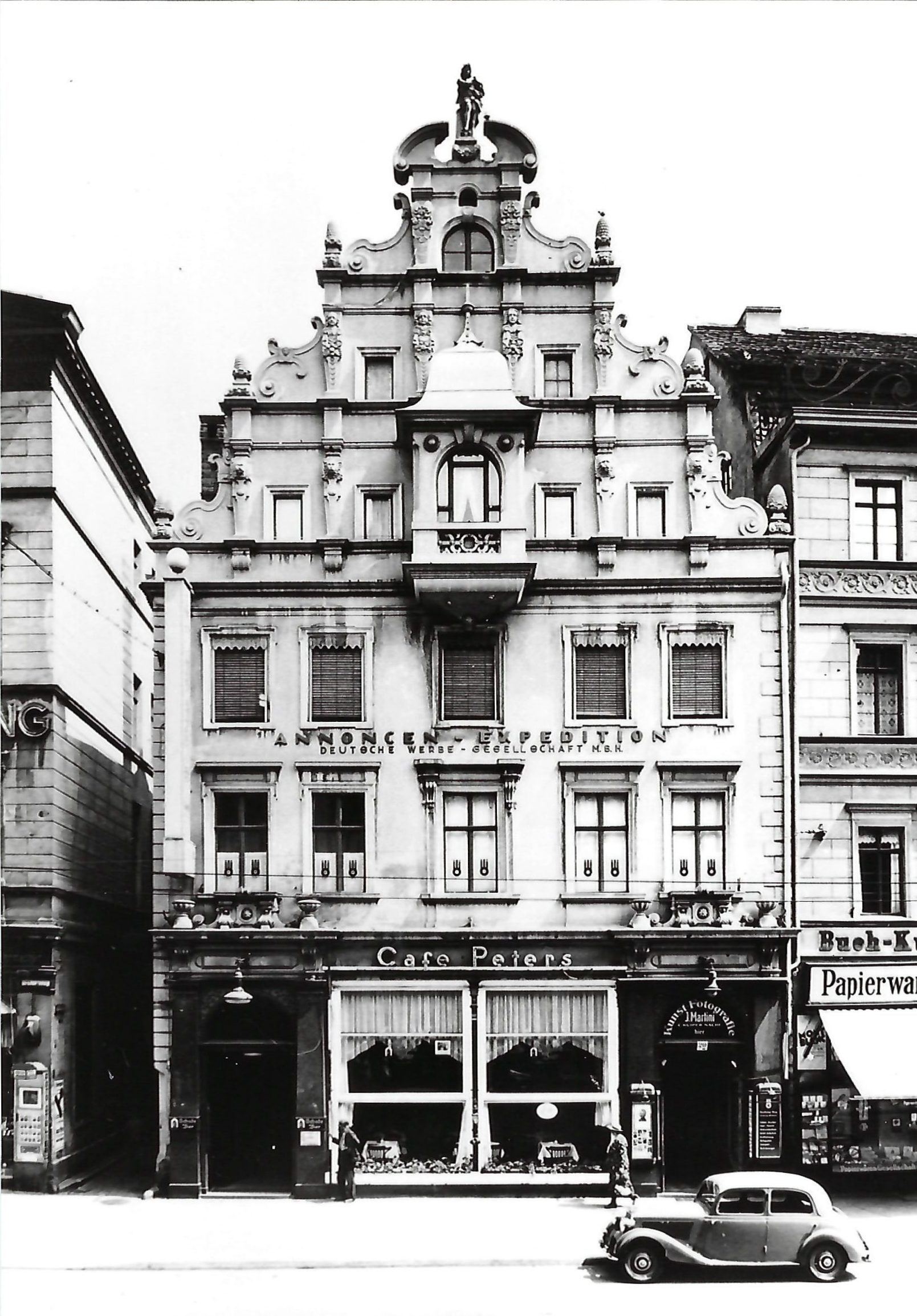
Einmündung der Schildergasse auf den Breiten Weg links des Hauses Zum Türmchen, Breiter Weg 20

Die Schildergasse war eine Straße in Magdeburg im heutigen Sachsen-Anhalt. Nach Zerstörungen im Zweiten Weltkrieg wurde die Straße aufgegeben. Als öffentliche Wegebeziehung ist sie jedoch erhalten, derzeit allerdings unbenannt.

## Lage und Verlauf
Die schmale Straße befand sich in der Magdeburger Altstadt. Sie führte von der damaligen Goldschmiedebrücke, dem heutigen nördlichen Teil der Regierungsstraße, in nordwestlicher Richtung zur Ostseite des Breiten Wegs, wo sie nördlich des Hauses Zum Türmchen (Breiter Weg 20) einmündete.
Die Hausnummerierung verlief auf der Nordseite beginnend mit der Nummer 2. Westlich hiervon befand sich die Nummer 3. Auf der Südseite der Schildergasse befanden sich keine zur Straße gehörende Hausnummern mehr. Die Eckhäuser gehörten jeweils zu den angrenzenden Straßen.
Heute befindet sich in diesem Bereich eine deutlich breitere und in Ost-West-Richtung ausgerichtete Straße, die die heutige Regierungsstraße mit dem Breiten Weg fußläufig verbindet. Diese Straße ist jedoch unbenannt. Die auf der Südseite dieser Straße bestehenden Hauseingänge 19a und 19b gehören zum benachbarten Breiten Weg.

## Geschichte
Eine älteste Erwähnung des Namens als Schilderschlippen-Horn stammt bereits aus dem Jahr 1438. Der Namensbestandteil Schilder geht auf das Innungshaus der Schilderer zurück, das sich im Mittelalter und wohl auch noch 1523 an der Ecke der Gasse zur Goldschmiedebrücke, der heutigen Regierungsstraße, befand. Schon 1631 war das Innungshaus jedoch an der Adresse Tischlerbrücke 4 ansässig. Schlippe war wohl im Sinne von Schlupf zu verstehen, da es über diese Gasse möglich war zum Innungshaus durchzuschlüpfen. Die Bezeichnung als Horn war in Magdeburg üblich für kurze, von der eigentlich so benannten Straße abgehende Nebenstraßen. Wohl da es zur kurzen Schilderschlippe gar keine Nebenstraße gab, fiel das Horn dann in späteren Angaben, zumindest nach 1523, weg. 1469 erfolgte eine Erwähnung als Schilderschlippenstraße. Aus den Schilderern entwickelten sich die Maler, so dass der alte Straßenname und seine Bedeutung später häufiger missverstanden wurde. So fand sich 1631 eine Erwähnung als Schilders-Lippe und 1683 als Schüler-Schlippe, was in stadtgeschichtlicher Literatur zu unrichtigen Vermutungen über die Herkunft von Lippe oder Schüler führte. Die Bezeichnung als Gasse oder als Schlippe wurde noch bis zum Jahr 1807 nebeneinander gebraucht. Seit diesem Jahr hieß die Straße dann einheitlich Schildergasse.
Während des Zweiten Weltkriegs wurde auch der Bereich der Schildergasse zerstört. In der Zeit der DDR erfolgte ein Wiederaufbau der Innenstadt, der sich in weiten Teilen nicht an die historische Stadtstruktur hielt. Die Schildergasse wurde dabei als eigene Straße aufgegeben, letztlich jedoch durch die Anlage eines öffentlichen Straßenraums wieder aufgenommen. Diese Straße ist jedoch unbenannt und gehört mit zum Breiten Weg.

## Historische Häuser der Schildergasse
| Hausnummer   | Name | Bemerkungen | Gewerbliche Nutzung vor der Zerstörung | Bild |
| ------------ | ---- | --- | -------------------------------------- | ---- |
| 1 (alt)      |      | Das Grundstück befand sich auf der Südseite der Schildergasse. 1631 gehörte es dem Sattler Mathias Krause (auch Kruse). 1652 wurde seine Witwe als Eigentümerin geführt. Im Jahr 1655 kaufte der Eigentümer des Hauses Zum Türmchen (Breiter Weg 20), Johann Pohlmann, die Stätte zu seinem Haus dazu. 1683 gehörte sie Lic. Peter Pohlmann. Später wurde sie wieder vom Breiten Weg 20 abgesondert. Der Stellmacher Jakob Schröder war 1707 Eigentümer des Hauses und veräußerte es im Jahr 1712 für 340 Taler an den Sattler Christoph Helling, der es noch im gleichen Jahr zum gleichen Preis an den Kaufmann Valentin Häseler verkaufte, der auch Eigentümer des Breiten Wegs 20 war. Letztlich blieb das Grundstück beim Haus Zum Türmchen, so dass später die Hausnummer 1 aufgegeben wurde und nicht mehr bestand. Vor der Zerstörung wurde wohl dieses Grundstück als Böhmesches Haus und zugehörig zum Breiten Weg 20 geführt. Als weiteres Gebäude auf der Südseite wurde zugleich das Grabausche Haus, zugehörig zur Goldschmiedebrücke 16 genannt. |                                        |      |
| 2            |      | 1631 und 1646 gehörte das Haus der Witwe von Michel Hartmann. Ihr folgte ihr Schwiegersohn, der Goldschmied Jakob Blacke nach. Seine Söhne Jakob und Andreas verkauften die Stätte für 105 Taler im Jahr 1659 an den Seifensieder Hans Lorenz. Lorenz verkaufte 1675 für 240 Taler an den Färber Bartel Langermann. Er wurde zuletzt 1683 erwähnt. Der Schmelzer Hans Heinrich Becker verkaufte es 1706 für 250 Taler an den Stellmacher Jakob Schröder. In späterer Zeit kam das Anwesen mit zum Grundstück Goldschmiedebrücke 15, wurde später aber wieder abgetrennt. Im 20. Jahrhundert waren die Grundstücke Nummer 2 und 3 zusammengeführt und gehörten gemeinsam dem Hofuhrmeister O. Gasser, vor der Zerstörung dann den Gasserschen Erben. |                                        |      |
| 3            |      | 1631 gehörte das Haus der Witwe von Andreas Grosse, danach dem Schmied Hans Germershausen. Er verkaufte das Haus im Jahr 1659 für 160 Taler an den Kutscher Andreas Grosse, der es 1678 für 160 Taler an den Brauknecht Georg Schröder veräußerte. Seine Erben verkauften es 1707 für 200 Taler an den Sattler Christoph Helling, der bis 1730 Eigentümer blieb. Im 20. Jahrhundert waren die Grundstücke Nummer 2 und 3 zusammengeführt und gehörten gemeinsam dem Hofuhrmeister O. Gasser, vor der Zerstörung dann den Gasserschen Erben. |                                        |      |
| 4 (alt)      |      | Im Jahr 1631 gehörte das Haus der Witwe des Kunstmalers Daniel Magdeburg. Sie verkaufte die Stätte für 28 Taler im Jahr 1646 an Hans Germershausen, dem auch Eigentümer des Hauses Breiter Weg 22 war. Das Grundstück wurde als Hinterhaus zur Nummer 22 genutzt. Später kam es zum Grundstück Breiter Weg 21. |                                        |      |
| 5 (fingiert) |      | Das Grundstück gehörte zum benachbarten Haus Breiter Weg 21, dessen Eigentümer, der Barbier Nikolaus Kregel, diesen Teil abtrennte und 1679 für 400 Taler an Georg Liborius verkaufte. Liborius wurde zuletzt 1683 genannt. Das Haus wurde als ledig stehend beschrieben. Es gehörte danach dem Münzmeister Christoph Pflug. Der neue Mann seiner Witwe war der Kondukteur Jost Friedrich Thiemann. Er verkaufte es 1693 für 160 Taler an den Handelsmann Johann Ernst Kregel, der das Grundstück dann wieder mit dem Haus Breiter Weg 21 vereinte. |                                        |      |